# Cultuurtuin
De Cultuurtuin is een park aan de noordkant van de Surinaamse hoofdstad Paramaribo. De cultuurtuin werd tijdens het Nederlandse koloniale bewind vanaf 1897 op het terrein van een plantage opgezet om uitheemse planten en bomen te testen op het Surinaamse klimaat. Goed gedijende planten en bomen werden op plantages uitgezet.
De huidige cultuurtuin wordt beheerd door de Stichting Nationale Parken (STINAPA). In november 2011 heeft Stichting Re-integratie Kansarmen (RiKa) een start gemaakt met de rehabilitatie van het park, dat sterk verwaarloosd was. In het park zijn twee gehuchten (dessa's) in Javaanse stijl gelegen, de dierentuin Paramaribo Zoo, een dierenasiel en een telefooncentrale van Telesur.
Ook zijn er een viertal voetbalvelden aanwezig. Door het park loopt de zogenaamde trimbaan. Surinamers plegen hier in de ochtend en eind van de middag rondjes te lopen of te joggen. Ook zijn wat trimtoestellen aanwezig. Sponsoring voor het trimgedeelte wordt gedaan door een lokale bank.
In het park wordt iedere zondag een bloemen- en plantenmarkt gehouden. Ook wordt sinds 2007 enige nieuwbouw gepleegd in het park. Aan de rand van het park liggen het Kekemba Resort Paramaribo en het André Kamperveenstadion.

## Verkaveling
Op de dag van de inauguratie van Chan Santokhi als nieuwe president van Suriname moesten milieuactivisten in actie komen in de Cultuurtuin omdat er een grote graafmachine bezig was 150 bij 20 meter van het gebied te ontbossen. De operator wist niet te zeggen wie zijn werkgever en de nieuwe eigenaar van de grond was.
De cultuurtuin bleek uiteindelijk twee dagen voor het einde van zijn ministerschap te zijn verkaveld door Mike Noersalim.
Diana Pokie, de nieuwe minister van Grondbeleid en Bosbeheer, trok de verkaveling van de betreffende twintig percelen een week later in.
Ook daarna zouden nog niet alle beschikkingen ingetrokken zijn. Dit betreft met name het gebied waar de voormalige plantage Wolfenbüttel gevestigd was.